# Verbka, Iarmolînți
Verbka (în ucraineană Вербка) este o comună în raionul Iarmolînți, regiunea Hmelnîțkîi, Ucraina, formată numai din satul de reședință.

## Demografie
Componența lingvistică a comunei Verbka
     Ucraineană (99,64%)
     Alte limbi (0,18%)
Conform recensământului din 2001, majoritatea populației comunei Verbka era vorbitoare de ucraineană (99,64%), existând în minoritate și vorbitori de alte limbi.